# Rúben Lameiras
Rúben Barcelos de Sousa Lameiras (Lisbona, 22 dicembre 1994) è un calciatore portoghese, centrocampista dell'Al-Sailiya.

## Caratteristiche tecniche
È un esterno destro.

## Carriera
È cresciuto nel settore giovanile del Tottenham.
Ha disputato oltre 100 presenze in Football League One con le maglie di Coventry City e Plymouth.

## Palmarès

### Club

#### Competizioni nazionali
- Seconda Divisione (Qatar): 1

Al-Sailiya: 2024-2025